# مرتا استنیوی

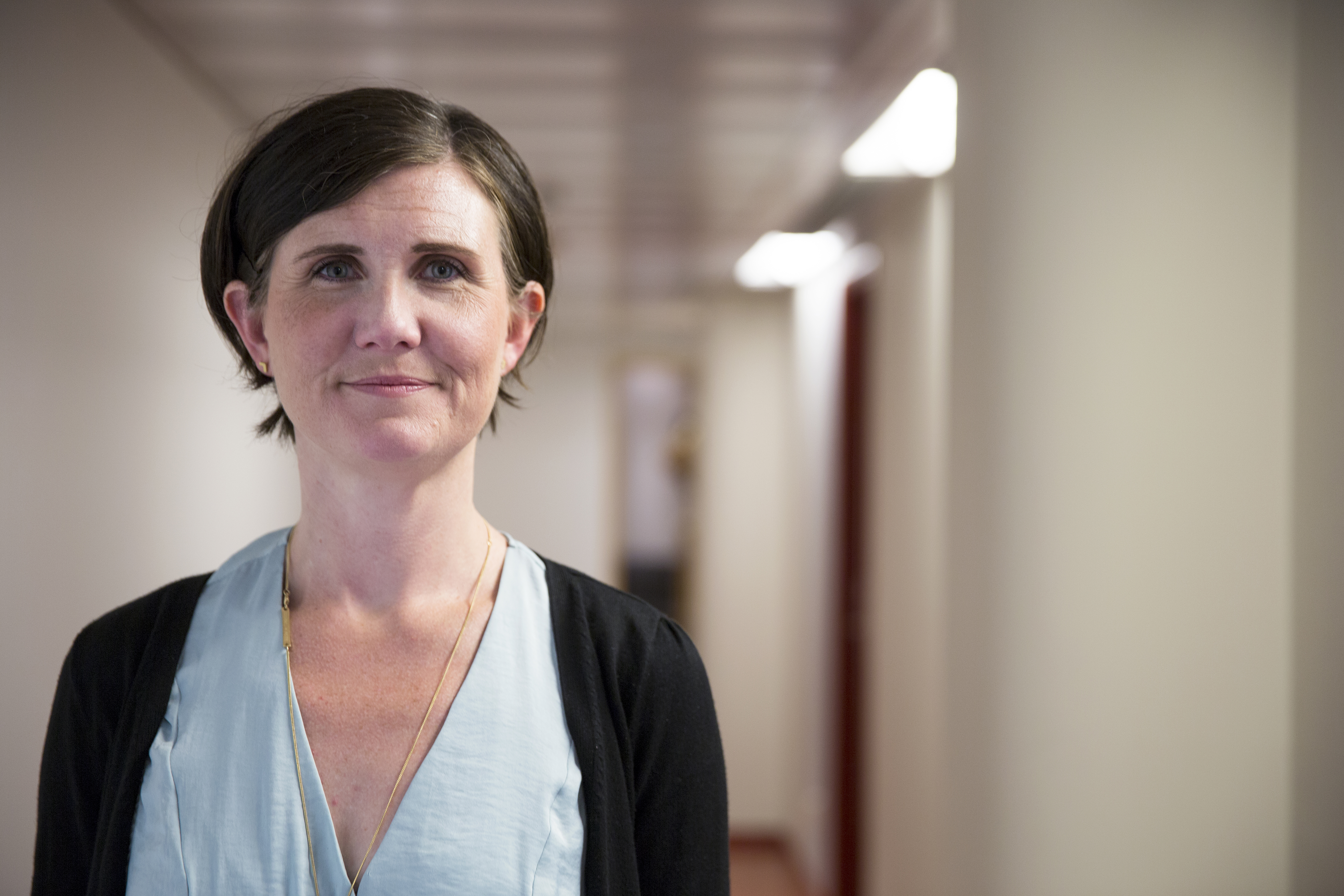
نگارهٔ آنا مرتا ویکتوریا استینیوی در سال ۲۰۱۶

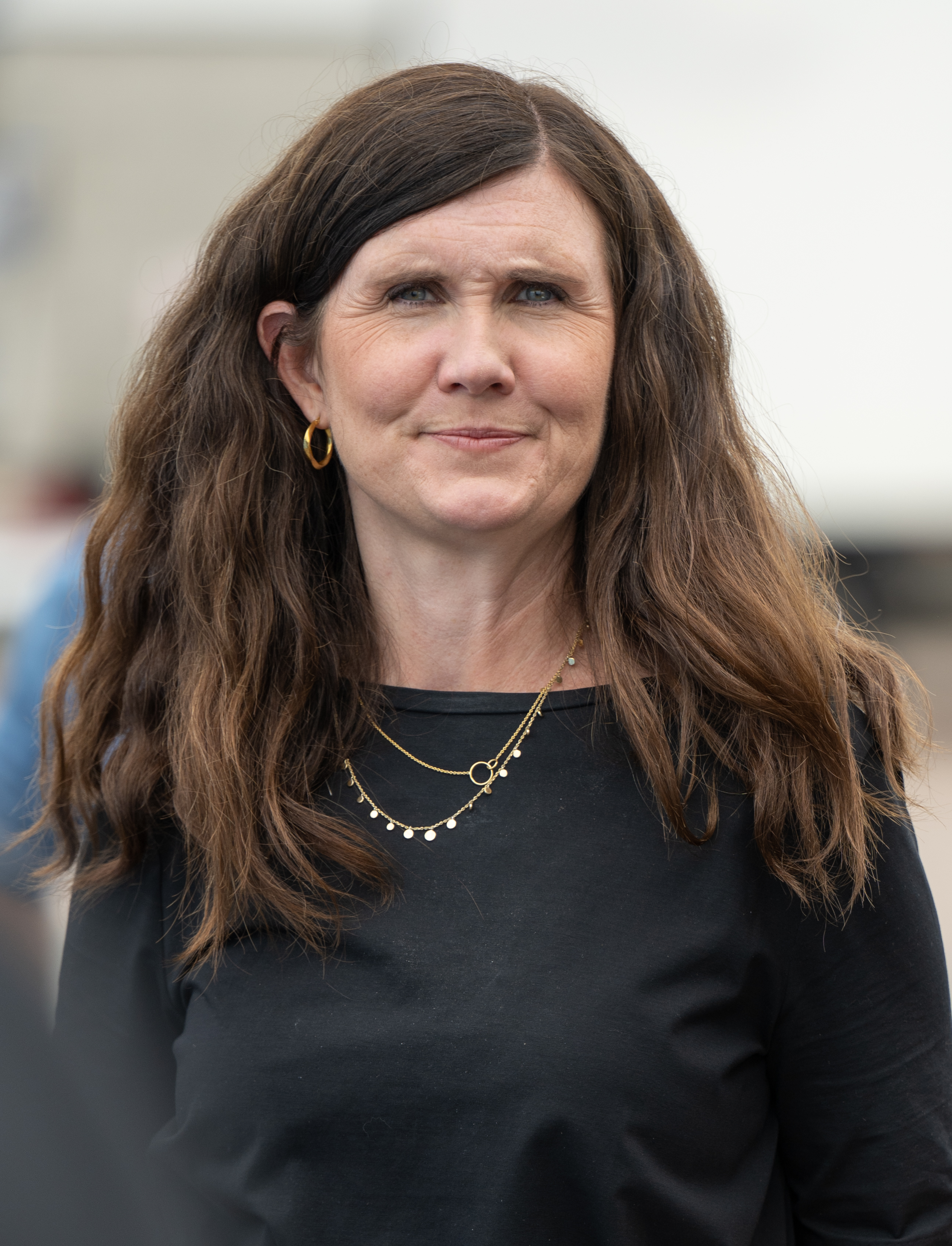

آنا مرتا ویکتوریا استینیوی (به سوئدی:Anna Märta Viktoria Stenevi)، زادهٔ ۳۰ مارس ۱۹۷۶ در شهر لوند در جنوب سوئد، سیاست‌مدار از حزب سبز (سوئد) است. استینیوی از ژانویه ۲۰۲۱ سخنگوی حزب سبزها بوده است. او همچنین از فوریه تا نوامبر ۲۰۲۱ وزیر برابری جنسیتی و مسکن سوئد بود.

## زندگینامه
مرتا استنیوی دارای مدرک  تحصیلات در مدیریت پروژه است. او همچنین در دانشگاه لوند در رشته ادبیات، فیلم، انتشارات و مدیریت بازرگانی تحصیل کرده، اما مدرکی دریافت نکرده است. او حدود ۱۵ سال در صنعت کتاب کار کرده است.

### زندگی سیاسی
او در سال‌های ۲۰۱۴ تا ۲۰۱۶، مشاور منطقه‌ای در اسکونه و‌ در سال‌های ۲۰۱۶ تا ۲۰۱۹، مشاور شهرداری در مالمو و در سال‌های ۲۰۱۹ تا ۲۰۲۱، دبیر حزب حزب سبز بوده است.     
مرتا استنیوی یکی از نامزدهای انتخابات سخنگوی حزب سبز در سال ۲۰۲۱ بود و به همراه پر بولوند به عنوان یکی از دو سخنگوی حزب خود انتخاب شد. در ۵ فوریه ۲۰۲۱، او به عنوان وزیر برابری جنسیتی و مسکن منصوب شد.